# Dudleya linearis
Dudleya linearis là một loài thực vật có hoa trong họ Crassulaceae. Loài này được (Greene) Britton & Rose miêu tả khoa học đầu tiên năm 1903.